# Amtsgericht Mitterfels

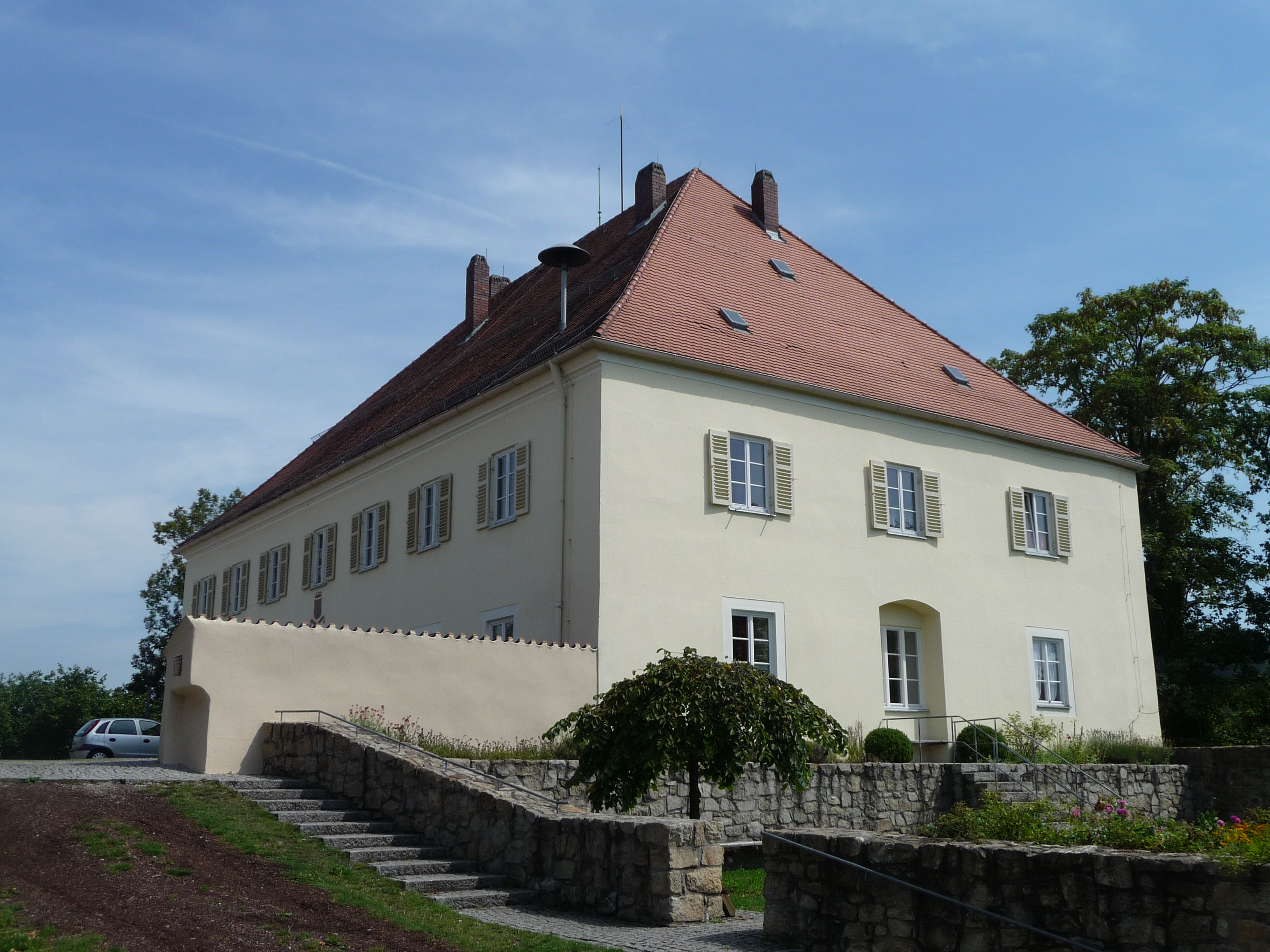
Ehemaliges Dienstgebäude (2009)

Das Amtsgericht Mitterfels war ein von 1879 bis 1973 bestehendes bayerisches Gericht der ordentlichen Gerichtsbarkeit mit Sitz in Mitterfels.
Anlässlich der Einführung des Gerichtsverfassungsgesetzes am 1. Oktober 1879 wurde in Mitterfels ein Amtsgericht errichtet mit gleichem Sprengel wie jenem des zur gleichen Zeit aufgehobenen Landgerichts Mitterfels, zusammengesetzt aus den damaligen Gemeinden Ascha, Au vorm Wald, Auggenbach, Bärnzell, Dachsberg, Eggerszell, Elisabethszell, Englmar, Falkenfels, Gaishausen, Geraszell, Gittensdorf, Gossersdorf, Gschwendt, Haibach, Haselbach, Haunkenzell, Heilbrunn, Herrnfehlburg, Irschenbach, Konzell, Landasberg, Landorf, Loitzendorf, Maiszell, Mitterfels, Neukirchen, Obermühlbach, Pilgramsberg, Prünstfehlburg, Rattenberg, Rattiszell, Saulburg, Schönstein, Siegersdorf, Stallwang, Steinburg, Wiesenfelden und Zinzenzell.
War dieses Gericht zunächst dem Landgericht Straubing im Oberlandesgerichtsbezirk München untergeordnet, so gehörte es seit 1. April 1932 zum Bezirke des Landgerichts Regensburg im Oberlandesgerichtsbezirk Nürnberg. Der Gerichtsbezirk erstreckte sich im Jahr 1950 über 31 der 45 Gemeinden des Landkreises Bogen. Es waren dies: Ascha, Bärnzell, Dachsberg, Elisabethszell, Sankt Englmar, Falkenfels, Gaishausen, Gittensdorf, Gossersdorf, Haibach, Haselbach, Haunkenzell, Heilbrunn, Irschenbach, Konzell, Landasberg, Landorf, Loitzendorf, Mitterfels, Neukirchen, Obermühlbach, Prünstfehlburg, Rattenberg, Rattiszell, Saulburg, Schönstein, Siegersdorf, Stallwang, Steinburg, Wiesenfelden und Zinzenzell mit zusammen 23.124 Einwohnern.
Mit Inkrafttreten des Gesetzes über die Organisation der ordentlichen Gerichte im Freistaat Bayern (GerOrgG) am 1. Juli 1973 wurde das Amtsgericht Mitterfels aufgelöst und in den Bezirk des Amtsgerichts Straubing eingegliedert.

## Gebäude
Das Amtsgericht befand sich im Gebäude Burgstraße 1, einem Gebäude in der Burganlage von Mitterfels, welches heute Sitz der Verwaltungsgemeinschaft Mitterfels ist. Dieser zweigeschossige große Walmdachbau, das ehemalige Pflegerhaus, stammt aus dem 18. Jahrhundert und steht unter Denkmalschutz. Der ehemalige Sitzungssaal des Gerichts befindet sich in der Süd-Ost-Ecke des Gebäudes im Erdgeschoss und wird heute als Sitzungssaal der Gemeinde Mitterfels genutzt. Im Gebäude Burgstraße 2 befanden sich einige zugehörige Gefängniszellen, die bis 1949 vom Amtsgericht Mitterfels genutzt wurden.

## Bekannte Richter
Von 1930 bis 1942 war Gustav Kelber Oberamtsrichter in Mitterfels.